# Trojan Eddie
Pour plus de détails, voir Fiche technique et Distribution.
Trojan Eddie est un film britannico-irlandais réalisé par Gillies MacKinnon, sorti en 1996.

## Synopsis
Eddie, un arnaqueur repenti, se découvre un talent pour la vente.

## Fiche technique
- Titre : Trojan Eddie
- Réalisation : Gillies MacKinnon
- Scénario : Billy Roche
- Musique : John E. Keane
- Photographie : John de Borman
- Montage : Scott Thomas
- Production : Emma Burge
- Société de production : Channel Four Films, Initial Film and Television, Irish Screen et Stratford Productions
- Pays :  Royaume-Uni et  Irlande
- Genre : Policier, drame et romance
- Durée : 105 minutes
- Dates de sortie : 
  -  France : 9 septembre 1996 (festival international du film de Toronto)
  -  Royaume-Uni : 21 mars 1997

## Distribution
- Stephen Rea : Trojan Eddie
- Richard Harris : John Power
- Stuart Townsend : Dermot
- Aislín McGuckin : Kathleen
- Brendan Gleeson : Ginger
- Sean McGinley : Raymie
- Angeline Ball : Shirley
- Angela O'Driscoll : Carol
- Brid Brennan : Betty
- Jason Gilroy : Patsy McDonagh
- Maria McDermottroe : Rosy
- Sean Lawlor : Gerry
- Britta Smith : Lady Cash
- Pat Laffan : Matt
- Jimmy Keogh : Reg
- Gladys Sheehan : la mère d'Eddie
- Noel O'Donovan : Arthur

## Distinctions
Le film a reçu la Coquille d'or ex-æquo au festival international du film de Saint-Sébastien,.